# Liste der Resolutionen des UN-Sicherheitsrates (2024)
Diese Liste der Resolutionen des UN-Sicherheitsrates nennt die vom Sicherheitsrat der Vereinten Nationen im Jahr 2024 verabschiedeten Resolutionen
| Nummer | Datum         | Gegenstand | Mission          |
| ------ | ------------- | --- | ---------------- |
| 2722   | 10. Januar    | Wahrung des Weltfriedens und der internationalen Sicherheit |                  |
| 2723   | 30. Januar    | Die Situation in Zypern | UNFICYP          |
| 2724   | 8. März       | Berichte des Generalsekretärs über Sudan und Südsudan |                  |
| 2725   | 8. März       | Berichte des Generalsekretärs über Sudan und Südsudan |                  |
| 2726   | 14. März      | Berichte des Generalsekretärs über Sudan und Südsudan | UNMISS           |
| 2727   | 15. März      | Die Situation in Afghanistan | UNAMA            |
| 2728   | 25. März      | Die Situation im Mittleren Osten, einschließlich der Palästina-Frage |                  |
| 2729   | 29. April     | Berichte des Generalsekretärs über Sudan und Südsudan | UNMISS           |
| 2730   | 24. Mai       | Schutz von Zivilpersonen in bewaffneten Konflikten |                  |
| 2731   | 30. Mai       | Berichte des Generalsekretärs über Sudan und Südsudan | UNMISS           |
| 2732   | 31. Mai       | Die Situation betreffend Irak | UNAMI            |
| 2733   | 31. Mai       | Die Situation in Libyen |                  |
| 2734   | 10. Juni      | Bedrohungen des Weltfriedens und der internationalen Sicherheit durch terroristische Handlungen                                                                                 |                  |
| 2735   | 10. Juni      | Die Situation im Nahen Osten, einschließlich der palästinensischen Frage |                  |
| 2736   | 13. Juni      | Berichte des Generalsekretärs über Sudan und Südsudan |                  |
| 2737   | 27. Juni      | Die Situation im Nahen Osten | UNDOF            |
| 2738   | 27. Juni      | Die Situation betreffend die Demokratische Republik Kongo | MONUSCO          |
| 2739   | 27. Juni      | Wahrung des Weltfriedens und der internationalen Sicherheit |                  |
| 2740   | 27. Juni      | Internationaler Residualmechanismus für die Ad-hoc-Strafgerichtshöfe |                  |
| 2741   | 28. Juni      | Die Situation in Somalia | UNSOM            |
| 2742   | 8. Juli       | Die Situation im Nahen Osten | UNMHA            |
| 2743   | 12. Juli      | Die Situation in Haiti | BINUH            |
| 2744   | 19. Juli      | Allgemeine Sanktionsfragen | BINUH            |
| 2745   | 30. Juli      | Frieden und Sicherheit in Afrika |                  |
| 2746   | 6. August     | Die Situation betreffend die Demokratische Republik Kongo | MONUSCO          |
| 2747   | 12. August    | Die Situation in Somalia |                  |
| 2748   | 15. August    | Die Situation in Somalia |                  |
| 2749   | 28. August    | Die Situation im Nahen Osten | UNIFIL           |
| 2750   | 11. September | Berichte des Generalsekretärs über Sudan und Südsudan |                  |
| 2751   | 30. September | Die Situation in Haiti |                  |
| 2752   | 18. Oktober   | Die Situation in Haiti |                  |
| 2753   | 30. Oktober   | Die Situation in Somalia | UNSOM            |
| 2754   | 30. Oktober   | Gleichlautende Schreiben der Ständigen Vertreterin Kolumbiens bei den Vereinten Nationen vom 19. Januar 2016 an den Generalsekretär und die Präsidentschaft des Sicherheitsrats | UNMC             |
| 2755   | 31. Oktober   | Die Situation in Libyen | UNSMIL           |
| 2756   | 31. Oktober   | Die Situation betreffend Westsahara | MINURSO          |
| 2757   | 1. November   | Die Situation in Bosnien und Herzegowina | Operation Althea |
| 2758   | 13. November  | Die Situation im Nahen Osten |                  |
| 2759   | 14. November  | Die Situation in der Zentralafrikanischen Republik | MINUSCA          |
| 2760   | 14. November  | Berichte des Generalsekretärs über Sudan und Südsudan | UNISFA           |
| 2761   | 6. Dezember   | Allgemeine Sanktionsfragen |                  |
| 2762   | 13. Dezember  | Frieden und Sicherheit in Afrika |                  |
| 2763   | 13. Dezember  | Bedrohungen des Weltfriedens und der internationalen Sicherheit durch terroristische Handlungen                                                                                 |                  |
| 2764   | 20. Dezember  | Kinder und bewaffnete Konflikte |                  |
| 2765   | 20. Dezember  | Die Situation betreffend die Demokratische Republik Kongo | MONUSCO          |
| 2766   | 20. Dezember  | Die Situation im Nahen Osten |                  |
| 2767   | 27. Dezember  | Die Situation in Somalia |                  |